# يوهان كرامر
يوهان كرامر هو سياسي ألماني، ولد في 29 يوليو 1905 في Norden, Lower Saxony ‏ في ألمانيا، وتوفي في 14 يناير 1987 في فيلهلمسهافن في ألمانيا. نشط حزبياً في الحزب الديمقراطي الاجتماعي الألماني. وقد انتخب عضو في البوندستاغ الألماني خلال فترته النيابية ‏ (7 سبتمبر 1949 – 7 سبتمبر 1953).

## وصلات خارجية
- يوهان كرامر على موقع مونزينجر (الألمانية)